# Basilica di San Giusto (Valcabrère)
La basilica di San Giusto (in francese basilique Saint-Just de Valcabrère) è una chiesa cattolica di Valcabrère, nella zona del Comminges nel dipartimento dell'Alta Garonna.